# Локалита Омо Морто (Напуљ)
Локалита Омо Морто је насеље у Италији у округу Напуљ, региону Кампанија.
Према процени из 2011. у насељу је живело 7 становника. Насеље се налази на надморској висини од 22 м.